# Интрига
Интри́га (фр. intrigue, от лат. intrico — «запутываю») — социальные взаимодействия, основанные на тайных желаниях, слабостях и зависимостях характера человека, ведущие к получению желаемого результата. 
В другом источнике указано что интри́га (ж., фрнц.) пронырство, козни, каверзы, крючек, про́иски, дело пролаза, проделка; любовная связь; завязка, опорная точка комедии или драмы, обычно любовь, рождающая происки. Слово «интрига» широко применяется в отношении политических и бытовых ситуаций. Однако в военном деле сознательная разработка замыслов и планов противостояния и манипулирования противником относится к сфере тактики, оперативного искусства и стратегии. Пролаз, проныра, пройдоха, проискливый человек, ша́шник, кознодей — интрига́н (м.), интрига́нка (ж.).
Классическая древнекитайская концепция стратагем является синтезом сложных и многошаговых тактических построений. Стратагемы были разработаны поколениями мыслителей и стратегов, хотя в их основе изначально лежали простые интриги.

## Использование слова
В русском языке применительно к ситуациям обыденной жизни слово обычно используется в контексте с негативной моральной оценкой создателя интриги.
Кроме того, понятие «интрига» порождает формы «заинтриговать», «интригующий», что обозначает «заинтересовывать, возбуждать чем-нибудь любопытство» и получается в основном в результате умышленных или неумышленных недомолвок, умолчаний и двусмысленных намёков. В небольших количествах целенаправленно интригующие высказывания могут помогать делу и не восприниматься негативно, но злоупотребление такой формой речи может вызвать у собеседников раздражение или дискомфорт.
Производные слова:
- Интриган — человек, прибегающий к интригам.
- Интриговать — вести интриги.